# Cysticercose
Cysticercose is een weefselinfectie die wordt veroorzaakt door een jonge vorm (cysticercus) van de varkenslintworm (Taenia solium). Mensen kunnen jarenlang weinig of geen symptomen vertonen, pijnloze bultjes van één tot twee centimeter hebben in de huid of de spieren, of neurologische symptomen krijgen als de hersenen zijn aangetast. Na maanden of jaren kunnen de bultjes pijnlijk worden en opzwellen en vervolgens vanzelf verdwijnen. In ontwikkelingslanden is dit de meest voorkomende oorzaak van een epileptisch insult.  In Nederland en België komt cysticercose niet of nauwelijks voor.
De infectie wordt meestal opgelopen door consumptie van voedsel of water dat eitjes van de lintworm bevat. Ongekookte groenten zijn de belangrijkste bron. De eitjes van de lintworm zijn afkomstig van ontlasting van iemand die geïnfecteerd is met de volwassen wormen, een aandoening die bekendstaat als taeniase. Taeniase is een andere ziekte en wordt veroorzaakt door het eten van cysten in onvoldoende gekookt varkensvlees. Mensen die hun leven delen met iemand die een lintworm heeft, lopen een verhoogd risico op het krijgen van cysticercose. De ziekte kan worden gediagnosticeerd door aspiratie van een cyste. Beelden die worden gemaakt met computertomografie (CTI) of magnetic resonance imaging (MRI) zijn zeer nuttig voor diagnose van de ziekte in de hersenen. Een verhoogd aantal witte bloedcellen, zogeheten eosinofielen, in de hersen- en ruggenmergvloeistof en het bloed wordt ook gebruikt als indicator.
Infectie kan effectief worden voorkomen door persoonlijke hygiëne en rioolwaterzuivering. Hiertoe behoren ook: varkensvlees goed koken, schone toiletten en goede toegang tot schoon water. Behandeling van mensen met taeniase is belangrijk om de verspreiding te voorkomen. Als de ziekte het zenuwstelsel niet aantast, hoeft deze mogelijk niet te worden behandeld. Patiënten met neurocysticercose kunnen worden behandeld met het medicijn praziquantel of albendazol. Deze moeten mogelijk lange tijd worden gebruikt. Steroïden, als ontstekingsremmer tijdens de behandeling, en medicijnen tegen epileptische insulten kunnen ook nodig zijn. Soms worden de cysten chirurgisch verwijderd.
De varkenslintworm komt vooral veel voor in Azië, in Bantoe-Afrika en in Latijns-Amerika. In sommige gebieden is naar schatting 25% van de bevolking geïnfecteerd. In de ontwikkelde landen is dit zeer ongewoon. Wereldwijd heeft de ziekte in 2010 geleid tot ongeveer 1200 sterfgevallen, een toename ten opzichte van 700 in 1990. Cysticercose treft ook varkens en koeien, maar leidt zelden tot symptomen omdat de meeste van deze dieren niet lang genoeg leven. De ziekte komt in de geschiedenis al lang voor bij mensen. Dit is een van de verwaarloosde tropische ziekten.